# Jeannette Kok
Adriana Maria (Jeannette) Kok (1947) is een Nederlandse auteur op het terrein van kinderboeken.

## Leven en werk
Kok volgde een opleiding als jeugd-bibliothecaresse en documentalisten en was vervolgens werkzaam op het terrein van de kinder- en jeugdliteratuur in de sector van de openbare bibliotheken in Nederland. Kok was verbonden aan de Koninklijke Bibliotheek te Den Haag als conservator Kinderboeken en was in die functie ook beheerder van het Centraal Bestand Kinderboeken (CBK). Eind mei 2012 nam Jeannette Kok afscheid van de Koninklijke Bibliotheek wegens het bereiken van de pensioengerechtigde leeftijd. 
Kok publiceerde diverse boeken over de geschiedenis en de ontwikkeling van de jeugdliteratuur in Nederland zoals de door haar geredigeerde uitgave Het Kinderboek in 2002. Van 1994 tot 2017 was ze redacteur van het mededelingenblad Berichten uit de wereld van het oude kinderboek van de Stichting Geschiedenis Kinder- en Jeugdliteratuur (SGKJ). Kok schrijft bijdragen voor Het oude kinderboek een "blog over oude kinderboeken, kinderprenten, centsprenten, papieren speelgoed en nog veel meer" van de SGKJ.